# 2871 Schober
A 2871 Schober (ideiglenes jelöléssel 1981 QC2) a Naprendszer kisbolygóövében található aszteroida. Edward L. G. Bowell fedezte fel 1981. augusztus 30-án.